# Aftershow
Een aftershow is een concert dat door een artiest na afloop van een regulier concert wordt gegeven. Zo'n aangekondigd of onaangekondigd concert vindt vrijwel altijd plaats in een kleinere locatie dan het reguliere concert, bijvoorbeeld in een jazzclub of op een plaatselijk poppodium. 
Aftershows worden in het algemeen 's nachts gehouden. Aftershows geven de, vooral commercieel succesvolle, artiest de mogelijkheid om materiaal te spelen dat normaliter niet toegankelijk of bekend genoeg is voor een regulier concert.
Een artiest die bekendstaat om zijn vele aftershows is de Amerikaanse popmuzikant Prince. 